# Vinterbo naturreservat
Vinterbo är ett naturreservat i Kalmar kommun i Småland.
Området är skyddat sedan 2008 och är 25 hektar stort. Det är beläget 5 km nordväst om Halltorps samhälle.

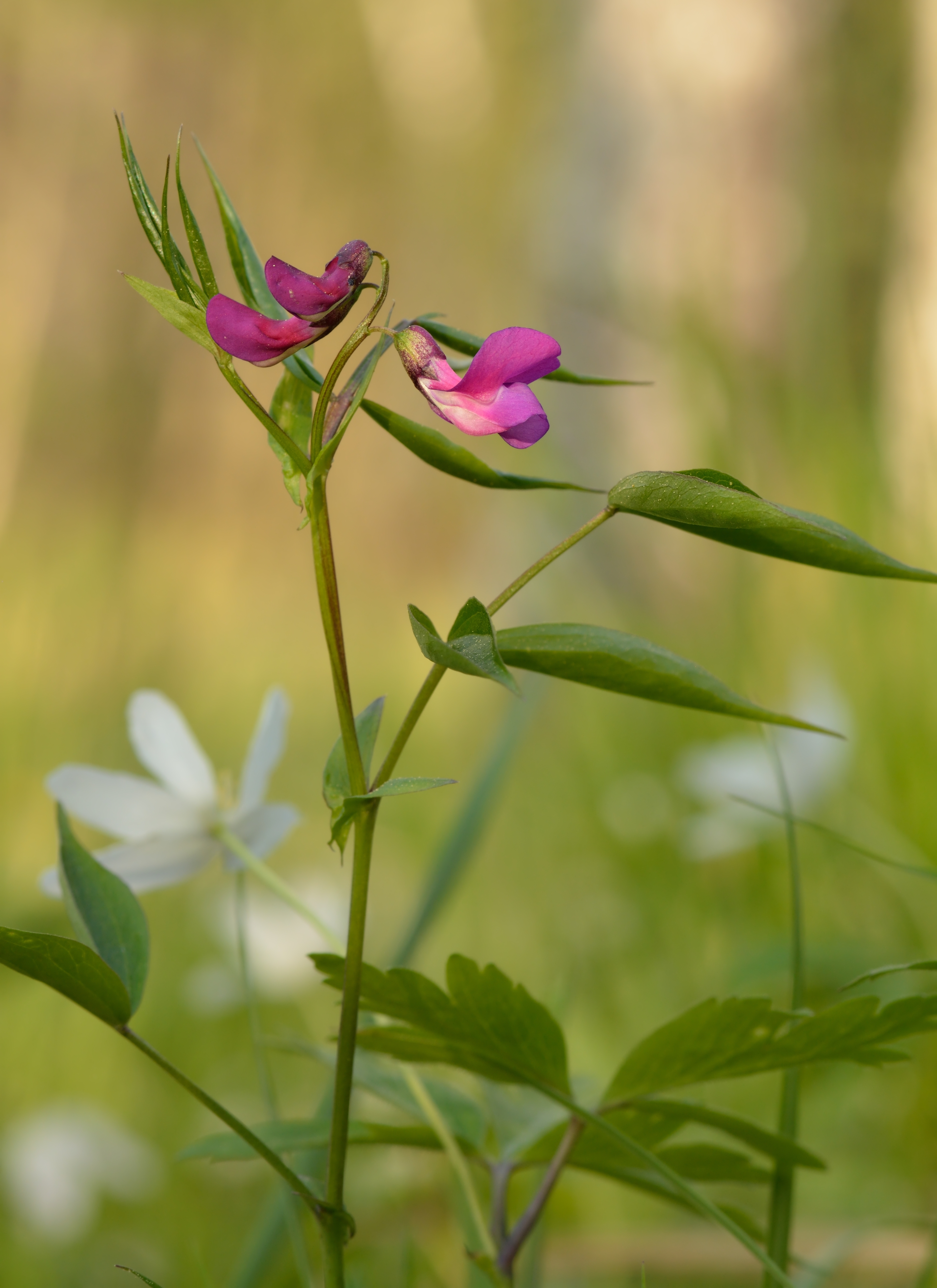
Vårärt

Naturreservatet har två delområden som båda tillhört den forna gården Vinterbo. De representerar gårdens inägo- och utmarker. Kvar finns lämningar efter en källare och kring denna växer syren och fruktträd. Söderut finns stenmurar och odlingsrösen. Området är ett gammalt kulturlandskap med höga naturvärden.
Ädellövskogen i den östra delen har vuxit upp på den forna inägomarken. Där växer bok, ek, ask, alm, lönn och lind. På marken blommar blåsippa, gullviva, vårärt och många andra arter.
Den västra delen är en gammal utmark med nu stor bokskog. Ett område anses extra värdefullt då man funnit en rad signalarter såsom havstulpanlav, skriftlav och platt fjädermossa.